# La Villedieu-du-Clain
La Villedieu du Clain là một xã, tọa lạc ở tỉnh Vienne trong vùng Nouvelle-Aquitaine, Pháp. Xã này có diện tích 7,16 kilômét vuông, dân số năm 2006 là 1392 người. Xã nằm ở khu vực có độ cao trung bình 140 m trên mực nước biển.

## Biến động dân số
| Năm | 1962 | 1968 | 1975 | 1982  | 1990  | 1999  | 2006  |
| --- | ---- | ---- | ---- | ----- | ----- | ----- | ----- |
| Dân số | 440  | 537  | 831  | 1 091 | 1 356 | 1 327 | 1 392 |
| From the year 1962 on: No double counting—residents of multiple communes (e.g. students and military personnel) are counted only once. |      |      |      |       |       |       |       |